# Paraclius latipennis
Paraclius latipennis är en tvåvingeart som beskrevs av Octave Parent 1931. Paraclius latipennis ingår i släktet Paraclius och familjen styltflugor.
Artens utbredningsområde är Nigeria. Inga underarter finns listade i Catalogue of Life.